# PLUS
PLUS (також відома як Visa PLUS) — міжбанківська мережа, що охоплює дебетні, кредитні та передплачені картки VISA, а також банківські картки, видані різними банками у всьому світі. На даний момент, у всьому світі існує більше мільйона банкоматів, підключених до системи PLUS. 
Картки PLUS можуть бути включені в мережу наступними способами: як окрема мережа, з'єднані з локальною міжбанківською мережею і/або з'єднані з будь-яким продуктом VISA, що включає її логотип на лицьовій стороні (Visa, Visa Debit, Visa Delta і Visa Electron). Зараз видано близько 144 мільйонів карток системи PLUS, не рахуючи карток, включених до PLUS як в додаткову мережу. 
PLUS широко використовується як місцева міжбанківська мережа, наприклад в США і Канаді, де так само існують інші мережі (такі як STAR, NYCE і Pulse в США, Interac в Канаді). В Індії та Індонезії, наприклад, теж існує багато міжбанківських мереж. Головний конкурент PLUS — мережа Cirrus, яку надає компанія MasterCard.